# Nossage-et-Bénévent
Nossage-et-Bénévent település Franciaországban, Hautes-Alpes megyében. Lakosainak száma 11 fő (2022. január 1.). Nossage-et-Bénévent Orpierre, Saléon, Barret-sur-Méouge, Garde-Colombe és Val-Buëch-Méouge községekkel határos.

## Népesség
A település népességének változása:
| Lakosok száma | 17   | 8    | 10   | 12   | 12   | 14   | 15   | 15   | 14   | 11   |
|               | 1968 | 1982 | 1990 | 2006 | 2013 | 2015 | 2017 | 2019 | 2020 | 2022 |